# Nacjonalizm pasztuński

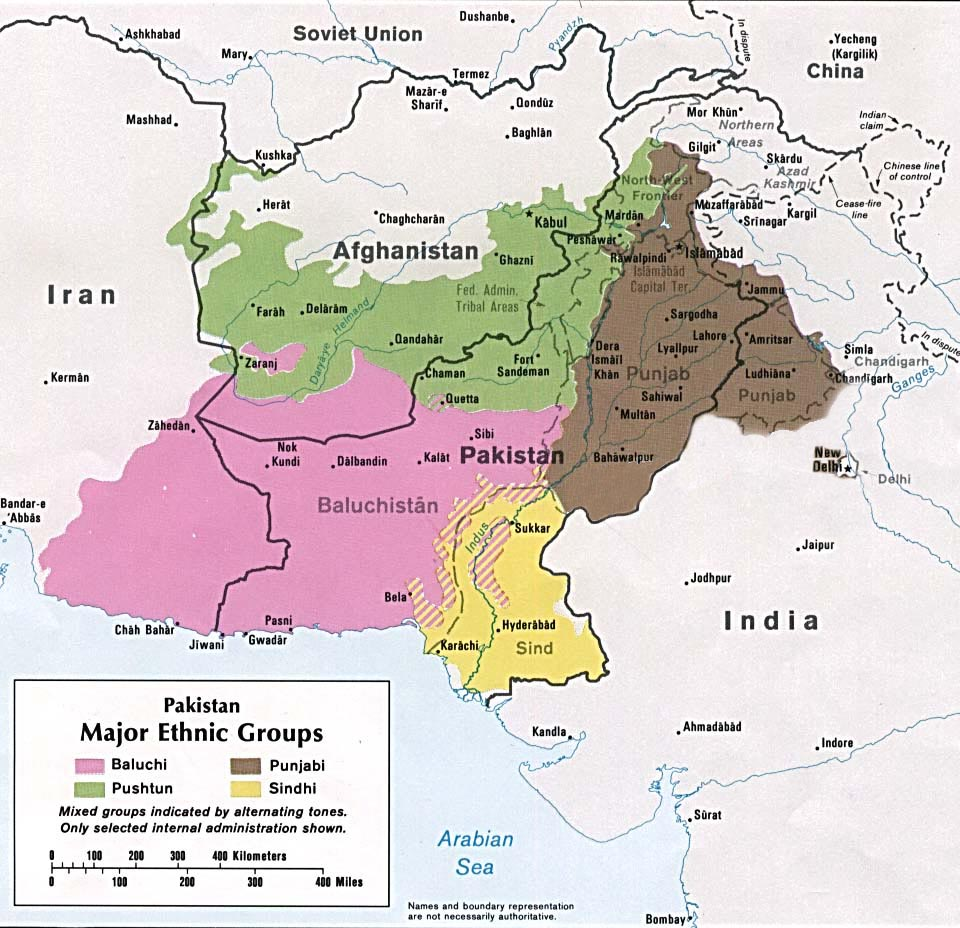
Tereny zamieszkane przez Pasztunów (zaznaczone na zielono)

Nacjonalizm pasztuński – idea głosząca jedność Pasztunów oraz podejmowanie działań na rzecz zachowania pasztuńskiej kultury . Pasztuńscy nacjonaliści opowiadają się za utworzeniem niepodległego państwa, które miałoby obejmować region Beludżystanu oraz pakistańskiej prowincji Chajber Pasztunchwa  .

Nieoficjalna flaga Pasztunistanu

Do jednych z najważniejszych pasztuńskich nacjonalistów należał Khan Abdul Ghaffar Khan, uznawany za duchowego przywódcę Pasztunów w Indiach Brytyjskich. Po dekolonizacji zamieszkał na terenie niepodległego Pakistanu, gdzie działał na rzecz uzyskania niepodległości przez Pasztunistan.